# NGC 7274
NGC 7274 (również PGC 68770 lub UGC 12026) – galaktyka eliptyczna (E), znajdująca się w gwiazdozbiorze Jaszczurki. Odkrył ją Édouard Jean-Marie Stephan 20 września 1876 roku.